# Bo Sehlberg
Bo Nils Erik Sehlberg, född 19 februari 1944 i Stockholm, död 29 januari 2004 på Övre Välsta Gård i Västerhaninge-Muskö församling, var en svensk journalist, fotograf, ansvarig utgivare, ägare och under en tid även chefredaktör för tidningen Flygrevyn. 

## Biografi
Ursprungligen bilmekaniker och efter en tid som Volkswagenkoncernens yngste förman i slutet på 60-talet sadlade han om till fotograf och senare journalist. Redan 1973 blev hans bilder publicerade i bokform utomlands, och 1975 utsågs han av Nikon på internationella fotomässan till "Best photographer of the Year, World-Wide". Detta öppnade kontakter med flera utländska tidningar vilket under flera år gjorde honom till Sveriges högst betalda fotograf.
Hemma tog han uppdrag för tidningar som Lektyr, FIB aktuellt, Se (där han var med och delade på Stora Journalistpriset), Flyg-Horisont och Flygrevyn innan han 1984 tog över den sistnämnda och startade Flygrevyn Förlag AB. Han var utbildad privatflygare med instrument- och tvåmotorbehörighet samt hade även behörighet på turbinflygplan. Han hade drygt 2 000 flygtimmar, varav det mesta i flermotoriga flygplan, då han av medicinska skäl förlorade certifikatet 1984. Sehlberg var ofta anlitad för kommentarer som flygexpert av andra media. 
Han skrev deckarromaner som publicerades i B. Wahlströms bokförlags serie Brottsplats Sverige. En av dessa, Skuggan av ett brott, kom att översättas till flera språk. 
Han instiftade 1990 utmärkelsen Vingpennan som utdelas till den som "i sin gärning ökat allmänhetens förståelse för flyg".
Han var från 1974 och fram till sin död förlovad med Christina Lindberg. Han var i ett tidigare äktenskap far till Dan Sehlberg.